# 奈良ひとみ
奈良 ひとみ（なら ひとみ、1985年3月7日 - ）は、奈良県出身のタレント、レースクイーン。BERRY所属。

## 人物・来歴
- 趣味：ドライブ
- 特技：舌を縦にすること
- 好きな色：ピンク、オレンジ、ブルー
- 2007年 SUPER GT HANKOOK Lady
- 2007年 スーパー耐久 Arabian Oasis Girl
- 2008年 SUPER GT フィリップスサーキットレディ

## 出演

### TV
- あきと由佳のIdol Park(CS371ch)
- あててけっ!(CS371ch)
- mortorstation(BS11)

### ラジオ
- AIR JAM(Date fm)

### CM
- 花王「ニベア」